# 金澤秀三郎
金澤 秀三郎（かなざわ ひでさぶろう、1960年〈昭和35年〉11月24日 - ）は、日本の政治家、実業家。長崎県雲仙市長（4期）。元長崎県議会議員（2期）。

## 来歴
長崎県小浜町（現：雲仙市）生まれ。青雲高等学校卒業。
2000年（平成12年）3月、菓子製造販売を行う小浜食糧株式会社の代表取締役に就任。
2007年（平成19年）4月の長崎県議会議員選挙に初当選した。2011年（平成23年）に再選。県議時代は自由民主党に所属した。
2012年（平成24年）11月29日、第46回衆議院議員総選挙に出馬するため雲仙市長の奥村慎太郎が辞職。同年12月、金澤は辞職に伴う市長選への立候補を表明。
2013年（平成25年）1月6日告示、1月13日投票の雲仙市長選挙に無投票で初当選した。2016年（平成28年）12月18日告示、12月25日投票の市長選に無投票で再選。2020年（令和2年）12月20日告示、12月27日投票の市長選に無投票で3選。
2024年12月15日告示、12月22日投票の市長選は19年ぶりの選挙戦となり元兵庫県議会議員の小西彦治を破り4選。※当日有権者数：33,898人 最終投票率：37.08%
開票結果は、当選 金澤秀三郎（64歳）無所属 現 10,407票 (83.36%)、小西彦治（53歳）無所属 新 2,078票 (16.64%) だった。